# Violator
Violator — сьомий студійний альбом гурту Depeche Mode. Виданий 19 березня 1990 року лейблом Sire Records. Загальна тривалість композицій становить 47:05. Альбом відносять до напрямків синті-поп та альтернативний рок.

## Створення та запис
Після випуску студійного альбому Music for the Masses до учасників Depeche Mode прийшло розуміння того, що вони досягли певного рівня та повинні рухатися вперед. За словами Дейва Гаана, їм необхідно було змінити напрямок, а для цього в першу чергу слід було змінити процес створення музики. Попередні роботи гурту створювалися по одному і тому ж принципу: спочатку відбувалася зустріч, на якій музиканти вирішували, як буде звучати платівка; потім Мартін Гор записував на домашній апаратурі демо, після чого учасники збиралися в студії для запису вокалу та подальшої обробки матеріалу. Як зізнався Енді Флетчер, поступово демозаписи Гора ставали більш якісними, що не дозволяло іншим музикантам творчо проявляти себе. Однак вони вирішили, що цього разу все повинно бути по-іншому: «... Ми сказали Мартіну: " Просто уяви нам демо з акустичною гітарою та органом — тільки тексти та акорди, щоб ми могли всім гуртом вирішити, в якому напрямку пісні будуть розвиватися "».
На роль продюсера гурт хотів запросити Браяна Іно, але в результаті було обрано його звукоінженера Марка Елліса (більш відомий як Флад, який до цього працював з Nitzer Ebb та Nine Inch Nails, а для Depeche Mode 1986 року зробив ремікс на пісню «Stripped»). Він був радий співпраці, оскільки його приваблював стиль колективу (унікальний, на думку Флад), а також можливість вивести поп-гурт на нову територію та зробити схожим на своїх попередніх підопічних. Музикантам ж був потрібний хороший керівник, який «зміг би просто час від часу їх штовхати» (за висловом Геана) і, крім того, об'єднав би їх зусилля для виходу на більш високий рівень. Мартін Гор зізнався, що Флад зіграв значну роль в успіху альбому: «Він дійсно змусив нас переступати кордони та робити речі, зовсім не схожі на ті, які ми робили раніше. Він змусив нас набагато більше виконувати, а не просто програмувати все, як раніше». Алан Уайлдер так описав їх спільну роботу: «Наші стилі доповнили один одного, мій музичний погляд поєднувався з його технічною доблестю».
Створення платівки проходило в кілька етапів. З травня 1989 року Depeche Mode протягом семи тижнів записувалися на студії Logic в Мілані. У цей період Уайлдер і Флад займалися новими звуками та секвенціями, в той час як інші учасники гуляли по місту та розважалися. Однак час не минувся дарма: Енді Флетчер розповів, що хоча в Мілані і було записано не так багато, саме там виник «дух альбому»; Уайлдер, в свою чергу, зауважив, що він цього разу працював більш продуктивно, оскільки при записі попередніх дисків його турбували інші учасники колективу, які байдикували в студії і не давали зосередитися. Коли міланські сесії були завершені, музиканти зробили перерву і на запрошення журналу The Face відправилися в Детройт, де разом з Дерріком Меєм здійснили прогулянку по танцювальним клубам міста. Журналіст Джон Мак-Кріді, що супроводжував їх, помітив, що техно-музика зацікавила учасників гурту, яких місцеві діджеї вважали першопрохідцями цього жанру.
Depeche Mode продовжили запис влітку 1989 року на даньській студії Puk, де процес створення прискорився. Незважаючи на те що окремі композиції багаторазово перезаписували, цей період, за словами Алана Вайлдера, був найбільш «продуктивним та приємним». Тим не менше він був затьмарений - поступово посилюється депресія Енді Флетчера, який ставав все більш відчуженим та недовірливим: музикант підозрював у себе рак і звертався до кількох лікарів. Спочатку колеги не сприйняли його проблеми всерйоз, вважаючи їх позерством: «Ми поняття не мали, що в нього депресія, — сказав Гор. — Виглядало так, як ніби він ламав комедію, зображуючи нещастя». «Його хвороба вплинула на гурт, — зізнався Дейв Ґаан, — визнаю, ми всі дуже за нього хвилювалися». Незабаром Флетчер був госпіталізований в психіатричну клініку The Priory, розташовану на півдні Лондона, і Depeche Mode продовжили роботу над альбомом без нього. До серпня були готові вісім пісень, і у Violator з'явилися не тільки ясні обриси, а й назва.
У вересні 1989 року гурт перебрався в лондонську студію The Church, де відновив запис, а звукорежисери Франсуа Кеворкян і Стів Лайон приступили до відома готового матеріалу. Кеворкян також відіграв важливу роль у створенні платівки: за словами Уайлдера, він посилив електронне звучання альбому, а конфлікти, які іноді виникали з ним, тільки йшли на користь запису, привносячи в нього додаткові штрихи. Деякі треки зазнали значних змін порівняно з початковими версіями. Так, в «Clean» в останній момент додали партію бас-гітари з ділея, а в «Policy of Truth» довгий час підбирали звучання основного риф: «... Ми, мабуть, спробували сто різних варіантів перед тим, як зупинилися на слайд-гітарі, яка виявилася важлива в звучанні всього альбому», — розповів Алан Уайлдер. У пісні «Enjoy the Silence», спочатку задуманої як повільна балада, був прискорений ритм і доданий гітарний риф. Violator був завершений в кінці грудня 1989 року на студії Axis в Нью-Йорку.

## Зміст
Violator складається з дев'яти треків з двома прихованими інтерлюдіями; в одній з них вперше був використаний запис гри на гітарі Дейва Ґаана, який виконав велику частину вокальних партій, за винятком композицій «Sweetest Perfection» і «Blue Dress», в яких вокалістом виступив Мартін Гор, автор текстів та музики всіх пісень на альбомі. Його назва, за словами Гора, є «жартом» та карикатурою на заголовки хеві-металевих дисків. На обкладинці, оформленої Антоном Корбейном, зображена червона троянда на темному фоні; схоже оформлення присутній також на обкладинці синглу «Enjoy the Silence» і у відеокліпі на цю пісню.
Особливістю звучання Violator є використання засемплованих звуків «живих» інструментів — ударних та гітар. Алан Уайлдер так пояснив цей вибір: «Причина, по якій драм-машини звучать механічно, почасти в однаковості. Два удари по малому барабану ніколи не звучать однаково, якщо грає живий ударник — мені це подобається». За словами Дейва Ґаана, під час роботи над альбомом гурт прагнув привнести в запис традиційні блюзові акорди, отримавши у результаті звучання, описане ним як «футуристичний блюз». На сайті Slant Magazine причиною успіху платівки назвали те, що «вона з такою легкістю з'єднує танцювальну музику, готичний рок та синті-поп зі старомодним мотаунівським фанком та рок-н-ролом». Деякі елементи Violator викликають асоціації з роботами інших музикантів. Так, партія бас-гітари з «Clean» нагадує композицію гурту Pink Floyd «One of These Days» з альбому Meddle, з чим погодився Алан Уайлдер, однак, за його словами, «це не семпл з " Флойд ". Це було зроблено з використанням аналогового синтезатора та вибрані бас-гітари». Саймон Рейнольдс з Melody Maker в описі синглу «Enjoy the Silence» відзначив вплив жанру нью-ейдж в звучанні синтезатора та схожість гітарної партії зі стилем гурту New Order. Пісню «World in My Eyes» Алан Уайлдер описав як «отакий кивок у бік Kraftwerk», чий вплив відзначили також в журналі New Musical Express. На треку «Waiting for the Night» Depeche Mode вирішили створити атмосферу з музики гурту Tangerine Dream; її вплив на «галлюциногенне звучання» композиції «Clean» відзначила також Хелен Мід.
Пол Лестер в Melody Maker описав альбом як «темний, похмурий та порочний». Хоча Мартін Гор волів не пояснювати свої тексти і не любив буквальних трактувань, в інтерв'ю Ґардіан він перерахував головні теми своєї лірики того періоду: «Відносини, панування, хіть, любов, добро, зло, інцест, гріх, релігія, аморальність». Автор погодився із журналістом NME Стюартом Маконі, що угледів в тексті «World in My Eyes» відгомони екзистенціалізму: «У ній я говорю про те, що в коханні, сексі і задоволенні немає нічого неправильного. І я не проти того, що ти згадуєш екзистенціалізм, оскільки на мене він дійсно справив вплив. Можливо, Камю, Кафка та Брехт так само сильно вплинули на мене, як і поп-музика». У пісні «Personal Jesus», натхненній мемуарами Прісцилли Преслі, укладена ідея про те, що, подібно Елвісу, «людина може бути Ісусом для іншого <...>, і це не дуже-то врівноважений погляд на людину».

### Список композицій
| #     | Назва                   | Переклад               | Тривалість |
| ----- | ----------------------- | ---------------------- | ---------- |
| 1.    | «World in My Eyes»      | Світ моїми очима       | 4:26       |
| 2.    | «Sweetest Perfection»   | Наймиліша досконалість | 4:43       |
| 3.    | «Personal Jesus»        | Особистий Ісус         | 4:56       |
| 4.    | «Halo»                  | Німб                   | 4:30       |
| 5.    | «Waiting for the Night» | В очікуванні ночі      | 6:07       |
| 6.    | «Enjoy the Silence»     | Насолоджуйся тишею     | 4:20       |
| 7.    | «Policy of Truth»       | Політика правди        | 4:55       |
| 8.    | «Blue Dress»            | Синя сукня             | 4:18       |
| 9.    | «Clean»                 | Чистий                 | 5:28       |
| 47:02 |                         |                        |            |

| Бонус-треки перевидання 2006 року | Бонус-треки перевидання 2006 року | Бонус-треки перевидання 2006 року |
| #                                 | Назва                             | Тривалість                        |
| --------------------------------- | --------------------------------- | --------------------------------- |
| 1.                                | «Dangerous»                       | 4:22                              |
| 2.                                | «Memphisto»                       | 4:03                              |
| 3.                                | «Sibeling»                        | 3:18                              |
| 4.                                | «Kaleid»                          | 4:18                              |
| 5.                                | «Happiest Girl» (Jack Mix)        | 4:58                              |
| 6.                                | «Sea of Sin» (Tonal Mix)          | 4:46                              |

Додатковий матеріал:
1. Depeche Mode 89-91 (If You Wanna Use Guitars, Use Guitars) [документальний фільм, 32:28]

## Учасники запису
Depeche Mode
- Дейв Ґаан — вокал (крім «Sweetest Perfection» і «Blue Dress»), гітара на «Interlude #2 — Crucified», бек-вокал («Sweetest Perfection»)
- Мартін Гор — клавішні, гітара, бек-вокал, вокал («Sweetest Perfection» і «Blue Dress»)
- Алан Уайлдер — програмування, клавішні, ударні, бек-вокал
- Ендрю Флетчер — клавішні, спотворений вокал на «Interlude #2 — Crucified», бек-вокал, бас-гітара.
- Нільс Таксі (запрошений музикант) — стил-гітара на «Clean»[6]
- Флад — продюсер, зведення
- Антон Корбейн — оформлення обкладинки, фотограф

Технічний персонал
- Алан Грегорі — звукорежисер
- Пітер Іверсен — звукорежисер
- Франсуа Кеворкян — звукорежисер, зведення (крім «Enjoy the Silence»)
- Стів Лайон — звукорежисер
- Філ Легг — звукорежисер, зведення («Enjoy the Silence»)
- Деніел Міллер — зведення («Enjoy the Silence»), буклет
- Денніс Мітчелл — звукорежисер
- Піно Піскетола — звукорежисер
- Го Хотода — звукорежисер

Асистенти звукорежисера
- Деріл Бамонт
- Девід Браун
- Марк Фланнері
- Дік Мірі
- Рики[11]